# Habla tu espejo
Habla tu espejo es el nombre del decimosexto disco del grupo musical uruguayo El Cuarteto de Nos. Fue lanzado el 6 de octubre del 2014 bajo el sello Warner Music. Sus sencillos son "No llora", canción compuesta por Roberto Musso para su hija Federica Musso, "Cómo pasa el tiempo" y "Roberto".

## Información del disco
Habla tu espejo es un álbum que rompe con una etapa de El Cuarteto de Nos, posterior al efecto de la trilogía de los discos anteriores (Raro, Bipolar y Porfiado) dado a la composición de sus canciones, esto se refleja en canciones como "No llora" y "21 de septiembre", ambas escritas por Roberto Musso, la primera dedicada a su hija Federica y la segunda a su madre y su abuela, quienes padecían de alzheimer. 21 de septiembre hace referencia además a la fecha del día mundial de esta enfermedad.
Por otro lado, las letras de las canciones "Roberto" y "Habla tu espejo" discurren bajo una perspectiva personal, pero hablando en segunda o tercera persona. También se ha criticado a la canción "Caminamos", por su ritmo que se asemeja a lo urbano; sin embargo, el mismo Musso afirma que "Roberto" y "Whisky en Uruguay" tienen también un toque urbano.
Cabe señalar que "Whisky en Uruguay" es un cover en español de la canción irlandesa "Whiskey in the Jar" y es la última canción de la banda cantada por Santiago Tavella.
“Nunca pude separar al Roberto persona del Roberto hacedor de canciones. Siempre me ha gustado hacerlo desde las emociones del momento que me toca vivir como persona. Y en eso cuento los años que vas cumpliendo y las experiencias que vas acumulando y cómo pasa la vida para uno y para las personas alrededor”.

## Lista de canciones
| N.º   | Título                | Escritor(es)     | Duración |  |
| 1.    | «Cómo pasa el tiempo» | Roberto Musso    | 4:20     |  |
| 2.    | «El aprendiz»         | Roberto Musso    | 3:56     |  |
| 3.    | «No llora»            | Roberto Musso    | 4:19     |  |
| 4.    | «De hielo»            | Roberto Musso    | 4:12     |  |
| 5.    | «Roberto»             | Roberto Musso    | 4:09     |  |
| 6.    | «21 de septiembre»    | Roberto Musso    | 3:56     |  |
| 7.    | «Whisky en Uruguay»   | Santiago Tavella | 3:09     |  |
| 8.    | «Habla tu espejo»     | Roberto Musso    | 4:38     |  |
| 9.    | «Caminamos»           | Roberto Musso    | 3:31     |  |
| 10.   | «Un problema menos»   | Roberto Musso    | 3:34     |  |
| 39:44 |                       |                  |          |  |

## Personal
Roberto Musso: Voz y guitarra rítmica
Gustavo Antuña: Guitarras y coros
Santiago Tavella: Bajo, y Voz en "Whisky En Uruguay"
Alvaro "Alvin" Pintos: Bateria, coros y percusiones
Santiago Marrero: Teclados, coros
Músicos adicionales:
Juan Campodonico: Productor, y guitarra en algunos temas
Javier Casalla: Violín (4, 6)
Pablo Bonilla: Beats (1, 7, 9, 10), Xilofón (3)
Coro de Facultad de Arquitectura: Coro (3, 9)
Rodolfo Vidal: Director de Coro (3, 9)
Daniel Márquez: Percusión (4, 5)
Roberto Rodino: Ronroco (5), Percusión (7)
Gabriel Casacuberta: Contrafagot (5, 7), Marimba (10)
Individuo Desconocido: Violonchelo (6)